# BAFTA a la millor fotografia
El BAFTA a la millor fotografia és un dels premis BAFTA atorgats per la British Academy of Film and Television Arts (BAFTA) en una cerimònia anual des de 1964, en reconeixement de la millor direcció de fotografia.

## Guanyadors i nominats
Els anys indicats són aquells en què es va celebrar la cerimònia, que té lloc l'any següent de l'estrena de les pel·lícules en qüestió.

### Dècada del 1960

#### Millor fotografia - Blanc i negre
| Any  | Pel·lícula                                   | Nominat(s)          |
| ---- | -------------------------------------------- | ------------------- |
| 1964 | El servent (The Servant)                     | Douglas Slocombe    |
| 1964 | Billy Liar                                   | Denys N. Coop       |
| 1964 | Heavens Above!                               | Mutz Greenbaum      |
| 1964 | Station Six-Sahara                           | Gerald Gibbs        |
| 1964 | The Victors                                  | Christopher Challis |
| 1965 | The Pumpkin Eater                            | Oswald Morris       |
| 1965 | Guns at Batasi                               | Douglas Slocombe    |
| 1965 | King & Country                               | Denys N. Coop       |
| 1965 | Séance on a Wet Afternoon                    | Gerry Turpin        |
| 1966 | The Hill                                     | Oswald Morris       |
| 1966 | Darling                                      | Kenneth Higgins     |
| 1966 | El knack (The Knack... and How to Get It)    | David Watkin        |
| 1966 | Repulsió (Repulsion)                         | Gilbert Taylor      |
| 1967 | The Spy Who Came in from the Cold            | Oswald Morris       |
| 1967 | On és la Bunny Lake? (Bunny Lake Is Missing) | Denys N. Coop       |
| 1967 | Cul-de-sac                                   | Gilbert Taylor      |
| 1967 | Georgy (Georgy Girl)                         | Kenneth Higgins     |
| 1968 | The Whisperers                               | Gerry Turpin        |
| 1968 | Mademoiselle                                 | David Watkin        |
| 1968 | The Sailor from Gibraltar                    | Raoul Coutard       |
| 1968 | Ulysses                                      | Wolfgang Suschitzky |

#### Millor fotografia - Color
| Any  | Pel·lícula                                                                                                 | Nominat(s)          |
| ---- | --- | ------------------- |
| 1964 | Des de Rússia amb amor (From Russia with Love)                                                             | Ted Moore           |
| 1964 | Nine Hours to Rama                                                                                         | Arthur Ibbetson     |
| 1964 | El fugitiu (The Running Man)                                                                               | Robert Krasker      |
| 1964 | Sammy va cap al sud (Sammy Going South)                                                                    | Erwin Hillier       |
| 1964 | The Scarlet Blade                                                                                          | Jack Asher          |
| 1964 | Tamahine                                                                                                   | Geoffrey Unsworth   |
| 1964 | Hotel International (The V.I.P.s)                                                                          | Jack Hildyard       |
| 1965 | Becket | Geoffrey Unsworth   |
| 1965 | El setè matí (The 7th Dawn)                                                                                | Freddie Young       |
| 1965 | The Chalk Garden                                                                                           | Arthur Ibbetson     |
| 1965 | Nothing but the Best                                                                                       | Nicolas Roeg        |
| 1965 | The Yellow Rolls-Royce                                                                                     | Jack Hildyard       |
| 1966 | L'expedient Ipcress (The Ipcress File)                                                                     | Otto Heller         |
| 1966 | Help! | David Watkin        |
| 1966 | Those Magnificent Men in their Flying Machines; Or, How I Flew from London to Paris in 25 Hours 11 Minutes | Christopher Challis |
| 1966 | Lord Jim                                                                                                   | Freddie Young       |
| 1967 | Arabesc (Arabesque)                                                                                        | Christopher Challis |
| 1967 | Alfie | Otto Heller         |
| 1967 | The Blue Max                                                                                               | Douglas Slocombe    |
| 1967 | Modesty Blaise                                                                                             | Jack Hildyard       |
| 1968 | Un home per a l'eternitat (A Man for All Seasons)                                                          | Ted Moore           |
| 1968 | Blow Up (Blow-up)                                                                                          | Carlo Di Palma      |
| 1968 | The Deadly Affair                                                                                          | Freddie Young       |
| 1968 | Lluny del brogit mundà (Far from the Madding Crowd)                                                        | Nicolas Roeg        |

#### Millor fotografia
| Any  | Pel·lícula                                           | Nominat(s)        |
| ---- | ---------------------------------------------------- | ----------------- |
| 1969 | 2001: una odissea de l'espai (2001: A Space Odyssey) | Geoffrey Unsworth |
| 1969 | The Charge of the Light Brigade                      | David Watkin      |
| 1969 | Elvira Madigan                                       | Jörgen Persson    |
| 1969 | The Lion in Winter                                   | Douglas Slocombe  |

### Dècada del 1970
| Any  | Pel·lícula                                                             | Nominat(s)                                      |
| ---- | ---------------------------------------------------------------------- | ----------------------------------------------- |
| 1970 | Oh! What a Lovely War                                                  | Gerry Turpin                                    |
| 1970 | Bullitt                                                                | William A. Fraker                               |
| 1970 | Funny Girl                                                             | Harry Stradling Sr.                             |
| 1970 | Hello, Dolly!                                                          | Harry Stradling Sr.                             |
| 1970 | The Magus                                                              | Billy Williams                                  |
| 1970 | Dones enamorades (Women in Love)                                       | Billy Williams                                  |
| 1971 | Butch Cassidy and the Sundance Kid                                     | Conrad L. Hall                                  |
| 1971 | Catch-22                                                               | David Watkin                                    |
| 1971 | La filla de Ryan (Ryan's Daughter)                                     | Freddie Young                                   |
| 1971 | Waterloo                                                               | Armando Nannuzzi                                |
| 1972 | Morte a Venezia                                                        | Pasqualino De Santis                            |
| 1972 | El violinista a la teulada (Fiddler on the Roof)                       | Oswald Morris                                   |
| 1972 | El missatger (The Go-Between)                                          | Gerry Fisher                                    |
| 1972 | Diumenge, maleït diumenge (Sunday Bloody Sunday)                       | Billy Williams                                  |
| 1973 | Alice's Adventures in Wonderland Cabaret                               | Geoffrey Unsworth                               |
| 1973 | La taronja mecànica (A Clockwork Orange)                               | John Alcott                                     |
| 1973 | Deliverance                                                            | Vilmos Zsigmond                                 |
| 1973 | El jardí dels Finzi Contini (Il giardino dei Finzi Contini)            | Ennio Guarnieri                                 |
| 1973 | Images                                                                 | Vilmos Zsigmond                                 |
| 1973 | McCabe i la senyora Miller (McCabe & Mrs. Miller)                      | Vilmos Zsigmond                                 |
| 1974 | Amenaça a l'ombra (Don't Look Now)                                     | Anthony B. Richmond                             |
| 1974 | Jesucrist superstar (Jesus Christ Superstar)                           | Douglas Slocombe                                |
| 1974 | L'empremta (Sleuth)                                                    | Oswald Morris                                   |
| 1974 | Viatges amb la meva tia (Travels with My Aunt)                         | Douglas Slocombe                                |
| 1974 | Crits i murmuris (Viskningar och rop)                                  | Sven Nykvist                                    |
| 1975 | El gran Gatsby (The Great Gatsby)                                      | Douglas Slocombe                                |
| 1975 | Chinatown                                                              | John A. Alonzo                                  |
| 1975 | Assassinat a l'Orient Express (Murder on the Orient Express)           | Geoffrey Unsworth                               |
| 1975 | The Three Musketeers                                                   | David Watkin                                    |
| 1975 | Zardoz                                                                 | Geoffrey Unsworth                               |
| 1976 | Barry Lyndon                                                           | John Alcott                                     |
| 1976 | L'home que volia ser rei (The Man Who Would Be King)                   | Oswald Morris                                   |
| 1976 | Rollerball                                                             | Douglas Slocombe                                |
| 1976 | El colós en flames (The Towering Inferno)                              | Fred J. Koenekamp                               |
| 1977 | Picnic at Hanging Rock                                                 | Russell Boyd                                    |
| 1977 | Aces High                                                              | Peter Allwork i Gerry Fisher                    |
| 1977 | Tots els homes del president (All the President's Men)                 | Gordon Willis                                   |
| 1977 | Algú va volar sobre el niu del cucut (One Flew Over the Cuckoo's Nest) | Bill Butler, William A. Fraker i Haskell Wexler |
| 1978 | Un pont massa llunyà (A Bridge Too Far)                                | Geoffrey Unsworth                               |
| 1978 | L'abisme (The Deep)                                                    | Christopher Challis                             |
| 1978 | Casanova (pel·lícula de 1976) (Il Casanova di Federico Fellini)        | Giuseppe Rotunno                                |
| 1978 | Valentino                                                              | Peter Suschitzky                                |
| 1979 | Julia                                                                  | Douglas Slocombe                                |
| 1979 | Encontres a la tercera fase (Close Encounters of the Third Kind)       | Vilmos Zsigmond                                 |
| 1979 | Els duelistes (The Duellists)                                          | Frank Tidy                                      |
| 1979 | Superman                                                               | Geoffrey Unsworth                               |

### Dècada del 1980
| Any  | Pel·lícula                                                                           | Nominat(s)                           |
| ---- | ------------------------------------------------------------------------------------ | ------------------------------------ |
| 1980 | El caçador (The Deer Hunter)                                                         | Vilmos Zsigmond                      |
| 1980 | Apocalypse Now                                                                       | Vittorio Storaro                     |
| 1980 | Manhattan                                                                            | Gordon Willis                        |
| 1980 | Ianquis (Yanks)                                                                      | Dick Bush                            |
| 1981 | Comença l'espectacle (All That Jazz)                                                 | Giuseppe Rotunno                     |
| 1981 | El cavall negre (The Black Stallion)                                                 | Caleb Deschanel                      |
| 1981 | L'home elefant (The Elephant Man)                                                    | Freddie Francis                      |
| 1981 | Kagemusha                                                                            | Takao Saitô i Masaharu Ueda          |
| 1982 | Tess                                                                                 | Ghislain Cloquet i Geoffrey Unsworth |
| 1982 | Carros de foc (Chariots of Fire)                                                     | David Watkin                         |
| 1982 | La dona del tinent francès (The French Lieutenant's Woman)                           | Freddie Francis                      |
| 1982 | A la recerca de l'arca perduda (Raiders of the Lost Ark)                             | Douglas Slocombe                     |
| 1983 | Blade Runner                                                                         | Jordan Cronenweth                    |
| 1983 | ET, l'extraterrestre (E.T. the Extra-Terrestrial)                                    | Allen Daviau                         |
| 1983 | Gandhi                                                                               | Ronnie Taylor i Billy Williams       |
| 1983 | Rojos (Reds)                                                                         | Vittorio Storaro                     |
| 1984 | Fanny i Alexander (Fanny och Alexander)                                              | Sven Nykvist                         |
| 1984 | Heat and Dust                                                                        | Walter Lassally                      |
| 1984 | Un personatge genial (Local Hero)                                                    | Chris Menges                         |
| 1984 | Zelig                                                                                | Gordon Willis                        |
| 1985 | Els crits del silenci (The Killing Fields)                                           | Chris Menges                         |
| 1985 | Greystoke, la llegenda de Tarzan (Greystoke: The Legend of Tarzan, Lord of the Apes) | John Alcott                          |
| 1985 | Indiana Jones i el temple maleït (Indiana Jones and the Temple of Doom)              | Douglas Slocombe                     |
| 1985 | Hi havia una vegada a Amèrica (Once Upon a Time in America)                          | Tonino Delli Colli                   |
| 1986 | Amadeus                                                                              | Miroslav Ondříček                    |
| 1986 | La selva esmaragda (The Emerald Forest)                                              | Philippe Rousselot                   |
| 1986 | Passatge a l'Índia (A Passage to India)                                              | Ernest Day                           |
| 1986 | L'únic testimoni (Witness)                                                           | John Seale                           |
| 1987 | Out of Africa                                                                        | David Watkin                         |
| 1987 | La missió (The Mission)                                                              | Chris Menges                         |
| 1987 | Ran                                                                                  | Takao Saitô i Masaharu Ueda          |
| 1987 | Una habitació amb vista (A Room with a View)                                         | Tony Pierce-Roberts                  |
| 1988 | Jean de Florette                                                                     | Bruno Nuytten                        |
| 1988 | Cry Freedom                                                                          | Ronnie Taylor                        |
| 1988 | Esperança i glòria (Hope and Glory)                                                  | Philippe Rousselot                   |
| 1988 | Platoon                                                                              | Robert Richardson                    |
| 1989 | L'imperi del Sol (Empire of the Sun)                                                 | Allen Daviau                         |
| 1989 | El festí de Babette (Babettes gæstebud)                                              | Henning Kristiansen                  |
| 1989 | L'últim emperador (The Last Emperor)                                                 | Vittorio Storaro                     |
| 1989 | Qui ha enredat en Roger Rabbit? (Who Framed Roger Rabbit)                            | Dean Cundey                          |

### Dècada del 1990
| Any  | Pel·lícula                                                                    | Nominat(s)             |
| ---- | ----------------------------------------------------------------------------- | ---------------------- |
| 1990 | Crema Mississippi (Mississippi Burning)                                       | Peter Biziou           |
| 1990 | Les amistats perilloses (Dangerous Liaisons)                                  | Philippe Rousselot     |
| 1990 | Goril·les en la boira (Gorillas in the Mist)                                  | Alan Root i John Seale |
| 1990 | Enric V (Henry V)                                                             | Kenneth MacMillan      |
| 1990 | L'os (L'Ours)                                                                 | Philippe Rousselot     |
| 1991 | The Sheltering Sky                                                            | Vittorio Storaro       |
| 1991 | Un dels nostres (Goodfellas)                                                  | Michael Ballhaus       |
| 1991 | Temps de glòria (Glory)                                                       | Freddie Francis        |
| 1991 | Cinema Paradiso (Nuovo Cinema Paradiso)                                       | Blasco Giurato         |
| 1992 | Cyrano de Bergerac                                                            | Pierre Lhomme          |
| 1992 | Thelma i Louise (Thelma & Louise)                                             | Adrian Biddle          |
| 1992 | El silenci dels anyells (The Silence of the Lambs)                            | Tak Fujimoto           |
| 1992 | Ballant amb llops (Dances with Wolves)                                        | Dean Semler            |
| 1993 | L'últim dels mohicans (The Last of the Mohicans)                              | Dante Spinotti         |
| 1993 | El cap de la por (Cape Fear)                                                  | Freddie Francis        |
| 1993 | Sense perdó (Unforgiven)                                                      | Jack N. Green          |
| 1993 | Retorn a Howards End (Howards End)                                            | Tony Pierce-Roberts    |
| 1994 | La llista de Schindler (Schindler's List)                                     | Janusz Kamiński        |
| 1994 | L'edat de la innocència (The Age of Innocence)                                | Michael Ballhaus       |
| 1994 | El piano (The Piano)                                                          | Stuart Dryburgh        |
| 1994 | El que queda del dia (The Remains of the Day)                                 | Tony Pierce-Roberts    |
| 1995 | Entrevista amb el vampir (Interview with the Vampire: The Vampire Chronicles) | Philippe Rousselot     |
| 1995 | Les aventures de Priscilla (The Adventures of Priscilla, Queen of the Desert) | Brian J. Breheny       |
| 1995 | Forrest Gump                                                                  | Don Burgess            |
| 1995 | Pulp Fiction                                                                  | Andrzej Sekuła         |
| 1996 | Braveheart                                                                    | John Toll              |
| 1996 | Sentit i sensibilitat (Sense and Sensibility)                                 | Michael Coulter        |
| 1996 | Apol·lo 13 (Apollo 13)                                                        | Dean Cundey            |
| 1996 | La follia del rei George (The Madness of King George)                         | Andrew Dunn            |
| 1997 | El pacient anglès (The English Patient)                                       | John Seale             |
| 1997 | Fargo                                                                         | Roger Deakins          |
| 1997 | Evita                                                                         | Darius Khondji         |
| 1997 | Michael Collins                                                               | Chris Menges           |
| 1998 | Les ales del colom (The Wings of the Dove)                                    | Eduardo Serra          |
| 1998 | Titanic                                                                       | Russell Carpenter      |
| 1998 | Romeo + Juliet                                                                | Donald McAlpine        |
| 1998 | L.A. Confidential                                                             | Dante Spinotti         |
| 1999 | Elisabet (Elizabeth)                                                          | Remi Adefarasin        |
| 1999 | The Truman Show                                                               | Peter Biziou           |
| 1999 | Shakespeare in Love                                                           | Richard Greatrex       |
| 1999 | Salvem el soldat Ryan (Saving Private Ryan)                                   | Janusz Kamiński        |

### Dècada del 2000
| Any  | Pel·lícula                                                                                         | Nominat(s)                     |
| ---- | -------------------------------------------------------------------------------------------------- | ------------------------------ |
| 2000 | American Beauty                                                                                    | Conrad L. Hall                 |
| 2000 | Matrix (The Matrix)                                                                                | Bill Pope                      |
| 2000 | El final de l'idil·li (The End of the Affair)                                                      | Roger Pratt                    |
| 2000 | L'enginyós senyor Ripley (The Talented Mr. Ripley)                                                 | John Seale                     |
| 2000 | Angela's Ashes                                                                                     | Michael Seresin                |
| 2001 | Gladiator                                                                                          | John Mathieson                 |
| 2001 | O Brother, Where Art Thou?                                                                         | Roger Deakins                  |
| 2001 | Tigre i drac (Crouching Tiger, Hidden Dragon)                                                      | Peter Pau                      |
| 2001 | Chocolat                                                                                           | Roger Pratt                    |
| 2001 | Billy Elliot                                                                                       | Brian Tufano                   |
| 2002 | The Man Who Wasn't There                                                                           | Roger Deakins                  |
| 2002 | Amélie (Le Fabuleux Destin d'Amélie Poulain)                                                       | Bruno Delbonnel                |
| 2002 | Black Hawk abatut (Black Hawk Down)                                                                | Sławomir Idziak                |
| 2002 | El Senyor dels Anells: La Germandat de l'Anell (The Lord of the Rings: The Fellowship of the Ring) | Andrew Lesnie                  |
| 2002 | Moulin Rouge!                                                                                      | Donald McAlpine                |
| 2003 | Road to Perdition                                                                                  | Conrad L. Hall                 |
| 2003 | Gangs of New York                                                                                  | Michael Ballhaus               |
| 2003 | Chicago                                                                                            | Dion Beebe                     |
| 2003 | El pianista (The Pianist)                                                                          | Paweł Edelman                  |
| 2003 | El Senyor dels Anells: Les dues torres (The Lord of the Rings: The Two Towers)                     | Andrew Lesnie                  |
| 2004 | El Senyor dels Anells: El retorn del rei (The Lord of the Rings: The Return of the King)           | Andrew Lesnie                  |
| 2004 | Lost in Translation                                                                                | Lance Acord                    |
| 2004 | Master and Commander: The Far Side of the World                                                    | Russell Boyd                   |
| 2004 | Cold Mountain                                                                                      | John Seale                     |
| 2004 | Girl with a Pearl Earring                                                                          | Eduardo Serra                  |
| 2005 | Collateral                                                                                         | Dion Beebe i Paul Cameron      |
| 2005 | Diarios de Motocicleta                                                                             | Éric Gautier                   |
| 2005 | L'aviador (The Aviator)                                                                            | Robert Richardson              |
| 2005 | Descobrir el País de Mai Més (Finding Neverland)                                                   | Roberto Schaefer               |
| 2005 | La casa de les dagues voladores (House of Flying Daggers)                                          | Zhao Xiaoding                  |
| 2006 | Memòries d'una geisha (Memoirs of a Geisha)                                                        | Dion Beebe                     |
| 2006 | El viatge de l'emperador (La Marche de l'empereur)                                                 | Laurent Chalet i Jérôme Maison |
| 2006 | The Constant Gardener                                                                              | César Charlone                 |
| 2006 | Crash                                                                                              | J. Michael Muro                |
| 2006 | Brokeback Mountain                                                                                 | Rodrigo Prieto                 |
| 2007 | Children of Men                                                                                    | Emmanuel Lubezki               |
| 2007 | United 93                                                                                          | Barry Ackroyd                  |
| 2007 | Casino Royale                                                                                      | Phil Méheux                    |
| 2007 | El laberinto del fauno                                                                             | Guillermo Navarro              |
| 2007 | Babel                                                                                              | Rodrigo Prieto                 |
| 2008 | No Country for Old Men                                                                             | Roger Deakins                  |
| 2008 | Pous d'ambició (There Will Be Blood)                                                               | Robert Elswit                  |
| 2008 | Expiació (Atonement)                                                                               | Seamus McGarvey                |
| 2008 | American Gangster                                                                                  | Harris Savides                 |
| 2008 | L'ultimàtum de Bourne (The Bourne Ultimatum)                                                       | Oliver Wood                    |
| 2009 | Slumdog Millionaire                                                                                | Anthony Dod Mantle             |
| 2009 | El lector (The Reader)                                                                             | Roger Deakins i Chris Menges   |
| 2009 | El curiós cas de Benjamin Button (The Curious Case of Benjamin Button)                             | Claudio Miranda                |
| 2009 | El cavaller fosc (The Dark Knight)                                                                 | Wally Pfister                  |
| 2009 | L'intercanvi (Changeling)                                                                          | Tom Stern                      |

### Dècada del 2010
| Any  | Pel·lícula                                                                         | Nominat(s)                           |
| ---- | ---------------------------------------------------------------------------------- | ------------------------------------ |
| 2010 | En terra hostil (The Hurt Locker)                                                  | Barry Ackroyd                        |
| 2010 | La carretera (The Road)                                                            | Javier Aguirresarobe                 |
| 2010 | Avatar                                                                             | Mauro Fiore                          |
| 2010 | Districte 9 (District 9)                                                           | Trent Opaloch                        |
| 2010 | Maleïts malparits (Inglourious Basterds)                                           | Robert Richardson                    |
| 2011 | True Grit                                                                          | Roger Deakins                        |
| 2011 | 127 hores (127 Hours)                                                              | Enrique Chediak i Anthony Dod Mantle |
| 2011 | El discurs del rei (The King's Speech)                                             | Danny Cohen                          |
| 2011 | El cigne negre (Black Swan)                                                        | Matthew Libatique                    |
| 2011 | Origen (Inception)                                                                 | Wally Pfister                        |
| 2012 | The Artist                                                                         | Guillaume Schiffman                  |
| 2012 | Millennium: Els homes que no estimaven les dones (The Girl with the Dragon Tattoo) | Jeff Cronenweth                      |
| 2012 | Cavall de guerra (War Horse)                                                       | Janusz Kamiński                      |
| 2012 | Hugo                                                                               | Robert Richardson                    |
| 2012 | El talp (Tinker Tailor Soldier Spy)                                                | Hoyte van Hoytema                    |
| 2013 | La vida de Pi (Life of Pi)                                                         | Claudio Miranda                      |
| 2013 | Els miserables (Les Misérables)                                                    | Danny Cohen                          |
| 2013 | Skyfall                                                                            | Roger Deakins                        |
| 2013 | Lincoln                                                                            | Janusz Kamiński                      |
| 2013 | Anna Karènina (Anna Karenina)                                                      | Seamus McGarvey                      |
| 2014 | Gravity                                                                            | Emmanuel Lubezki                     |
| 2014 | Capità Phillips (Captain Phillips)                                                 | Barry Ackroyd                        |
| 2014 | 12 anys d'esclavitud (12 Years a Slave)                                            | Sean Bobbitt                         |
| 2014 | Inside Llewyn Davis                                                                | Bruno Delbonnel                      |
| 2014 | Nebraska                                                                           | Phedon Papamichael                   |
| 2015 | Birdman                                                                            | Emmanuel Lubezki                     |
| 2015 | Ida                                                                                | Ryszard Lenczewski i Łukasz Żal      |
| 2015 | Mr. Turner                                                                         | Dick Pope                            |
| 2015 | Interstellar                                                                       | Hoyte van Hoytema                    |
| 2015 | The Grand Budapest Hotel                                                           | Robert Yeoman                        |
| 2016 | The Revenant                                                                       | Emmanuel Lubezki                     |
| 2016 | Sicari (Sicario)                                                                   | Roger Deakins                        |
| 2016 | Bridge of Spies                                                                    | Janusz Kamiński                      |
| 2016 | Carol                                                                              | Edward Lachman                       |
| 2016 | Mad Max: fúria a la carretera (Mad Max: Fury Road)                                 | John Seale                           |
| 2017 | La La Land                                                                         | Linus Sandgren                       |
| 2017 | Lion                                                                               | Greig Fraser                         |
| 2017 | Nocturnal Animals                                                                  | Seamus McGarvey                      |
| 2017 | Comancheria (Hell or High Water)                                                   | Giles Nuttgens                       |
| 2017 | Arrival                                                                            | Bradford Young                       |
| 2018 | Blade Runner 2049                                                                  | Roger Deakins                        |
| 2018 | Three Billboards Outside Ebbing, Missouri                                          | Ben Davis                            |
| 2018 | Darkest Hour                                                                       | Bruno Delbonnel                      |
| 2018 | The Shape of Water                                                                 | Dan Laustsen                         |
| 2018 | Dunkerque (Dunkirk)                                                                | Hoyte van Hoytema                    |
| 2019 | Roma                                                                               | Alfonso Cuarón                       |
| 2019 | The Favourite                                                                      | Robbie Ryan                          |
| 2019 | First Man                                                                          | Linus Sandgren                       |
| 2019 | Bohemian Rhapsody                                                                  | Newton Thomas Sigel                  |
| 2019 | Guerra freda (Zimna wojna)                                                         | Łukasz Żal                           |

### Dècada del 2020
| Any  | Pel·lícula                                    | Nominat(s)            |
| ---- | --------------------------------------------- | --------------------- |
| 2020 | 1917                                          | Roger Deakins         |
| 2020 | Ford v Ferrari                                | Phedon Papamichael    |
| 2020 | The Irishman                                  | Rodrigo Prieto        |
| 2020 | Joker                                         | Lawrence Sher         |
| 2020 | The Lighthouse                                | Jarin Blaschke        |
| 2021 | Nomadland                                     | Joshua James Richards |
| 2021 | Judas and the Black Messiah                   | Sean Bobbitt          |
| 2021 | Mank                                          | Erik Messerschmidt    |
| 2021 | The Mauritanian                               | Alwin H. Küchler      |
| 2021 | News of the World                             | Dariusz Wolski        |
| 2022 | Dune                                          | Greig Fraser          |
| 2022 | Nightmare Alley                               | Dan Laustsen          |
| 2022 | No Time to Die                                | Linus Sandgren        |
| 2022 | The Power of the Dog                          | Ari Wegner            |
| 2022 | The Tragedy of Macbeth                        | Bruno Delbonnel       |
| 2023 | Res de nou a l'oest (Im Westen nichts Neues)) | James Friend          |
| 2023 | The Batman                                    | Greig Fraser          |
| 2023 | Elvis                                         | Mandy Walker          |
| 2023 | Empire of Light                               | Roger Deakins         |
| 2023 | Top Gun: Maverick                             | Claudio Miranda       |